# Comuna de Stara Kamienica
Stara Kamienica (polaco: Gmina Stara Kamienica) é uma gminy (comuna) na Polónia, na voivodia de Baixa Silésia e no condado de Jeleniogórski. A sede do condado é a cidade de Stara Kamienica.
De acordo com os censos de 2004, a comuna tem 5152 habitantes, com uma densidade 46,6 hab/km².

## Área
Estende-se por uma área de 110,46 km², incluindo:
- área agrícola: 56%
- área florestal: 36%

## Demografia
Dados de 30 de Junho 2004:
|                      | Total   | Total | Mulheres | Mulheres | Homens  | Homens |
| -------------------- | ------- | ----- | -------- | -------- | ------- | ------ |
|                      | pessoas | %     | pessoas  | %        | pessoas | %      |
| População            | 5152    | 100   | 2633     | 51,1     | 2519    | 48,9   |
| Densidade (pop./km²) | 46,6    | 100   | 23,8     | 23,8     | 22,8    | 22,8   |

De acordo com dados de 2002, o rendimento médio per capita ascendia a 1236,43 zł.

## Subdivisões
- Antoniów, Barcinek, Chromiec, Kopaniec, Kromnów, Mała Kamienica, Nowa Kamienica, Rybnica, Stara Kamienica, Wojcieszyce.

## Comunas vizinhas
- Jelenia Góra, Jeżów Sudecki, Lubomierz, Mirsk, Piechowice, Szklarska Poręba